# Władimir Waniejew
Władimir Grigorjewicz Waniejew (ros. Владимир Григорьевич Ванеев; ur. 25 lipca 1896 we wsi Szczipiczowszczinie w guberni wiackiej, zm. 12 października 1941 pod Wiaźmą) – radziecki polityk, działacz partyjny, III sekretarz KC Komunistycznej Partii (bolszewików) Białorusi (1941).
Od 1915 w rosyjskiej armii, od 1918 w RKP(b), w 1919 w Armii Czerwonej, uczestnik wojny domowej, później w pracy partyjnej w guberni wiackiej, od kwietnia 1925 do lutego 1929 przewodniczący komitetu wykonawczego rady powiatowej w guberni wiackiej, 1930-1932 przewodniczący komitetu wykonawczego rady miejskiej w Wiatce (obecnie Kirow), później działacz partyjny na Syberii. Od października 1937 do sierpnia 1938 przewodniczący mińskiej rady miejskiej, od 18 czerwca 1938 do 15 maja 1940 zastępca członka, a od 20 maja 1940 do śmierci członek KC KP(b)B. Od lipca 1938 do marca 1941 ludowy komisarz handlu Białoruskiej SRR, od 26 marca członek Biura Politycznego KC KP(b) i III sekretarz KC KP(b)B. Zginął podczas walk na froncie. 16 września 1943 pośmiertnie odznaczony Orderem Lenina.
Jego imieniem nazwano ulicę w Mińsku.